# جنینگز، شهرستان ان آراندل، مریلند
جنینگز (به انگلیسی: Jennings) یک منطقهٔ مسکونی در ایالات متحده آمریکا است که در شهرستان آنا آروندل، مریلند واقع شده‌است.